# Кубок світу з біатлону 2014—2015
Кубок світу з біатлону в сезоні 2014—2015 проходив з 30 листопада 2014 року по 22 березня 2015 року й складався з 10 етапів, включно з чемпіонатом світу в Контіолагті.

## Національні квоти країн
Кількість біатлоністів, що беруть участь в Кубку світу від окремої національної збірної, визначаєтся у відповідності з місцем команди в Кубку націй у попередньому сезоні. У відповідності до результатів попереднього сезону національні команди будуть представлені наступною кількістю спортсменів:
| Місце в Кубку націй                        | Реєстрація                                 | Старт                                      | Чоловіки | Жінки                                                                                          | Всього |
| ------------------------------------------ | ------------------------------------------ | ------------------------------------------ | --- | ---------------------------------------------------------------------------------------------- | ------ |
| з 1 по 5                                   | 8                                          | 6                                          | Норвегія, Росія, Німеччина, Австрія, Франція                                                                   | Норвегія, Росія, Німеччина, Україна, Франція                                                   | 30     |
| з 6 по 10                                  | 7                                          | 5                                          | Швеція, Чехія, Україна, Словенія, Італія                                                                       | Білорусь, Чехія, Польща, Італія, Канада                                                        | 25     |
| з 11 по 15                                 | 6                                          | 4                                          | Канада, Швейцарія, США, Словаччина, Білорусь                                                                   | Фінляндія, Словаччина, Швейцарія, США, Словенія                                                | 20     |
| з 16 по 20                                 | 5                                          | 3                                          | Болгарія, Естонія, Фінляндія, Латвія, Казахстан                                                                | Швеція, Румунія, Естонія, Болгарія, Австрія                                                    | 15     |
| з 21 по 25                                 | 4                                          | 2                                          | Румунія, Литва, Велика Британія, Польща, Сербія                                                                | Казахстан, КНР, Литва, Японія, Андорра                                                         | 10     |
| з 26 по 30                                 | 3                                          | 1                                          | Японія, КНР, Південна Корея, Нідерланди, Австралія                                                             | Південна Корея, Іспанія, Латвія, Нідерланди, Велика Британія                                   | 5      |
| Не вийдуть на старт збірні наступних країн | Не вийдуть на старт збірні наступних країн | Не вийдуть на старт збірні наступних країн | Іспанія, Туреччина, Угорщина, Хорватія, Північна Македонія, Гренландія, Боснія і Герцеговина, Молдова, Греція, | Угорщина, Нова Зеландія, Бразилія, Молдова, Боснія і Герцеговина, Австралія, Туреччина, Греція |        |

## Календар
Розклад змагань Кубка світу в сезоні 2014-2015.
| Місце проведення | Дата                    | Спринт | Персьют | Мас-старт | Індив. гонка | Естафета | Змішана естафета | ЕЗЕ | Детальніше      |
| ---------------- | ----------------------- | ------ | ------- | --------- | ------------ | -------- | ---------------- | --- | --------------- |
| Естерсунд        | 29 листопада — 7 грудня | ●      | ●       |           | ●            |          | ●                |     | детальніше      |
| Гохфільцен       | 11—14 грудня            | ●      | ●       |           |              | ●        |                  |     | детальніше      |
| Поклюка          | 17—21 грудня            | ●      | ●       | ●         |              |          |                  |     | детальніше      |
| Обергоф          | 6—11 січня              | ●      |         | ●         |              | ●        |                  |     | детальніше      |
| Рупольдінг       | 13—18 січня             | ●      |         | ●         |              | ●        |                  |     | детальніше      |
| Антерсельва      | 21—25 січня             | ●      | ●       |           |              | ●        |                  |     | детальніше      |
| Нове-Место       | 5-8 лютого              | ●      | ●       |           |              |          | ●                | ●   | детальніше      |
| Осло             | 11—2015 лютого          | ●      |         |           | ●            | ●        |                  |     | детальніше      |
| Контіолагті      | 3—2015 березня          | ●      | ●       | ●         | ●            | ●        | ●                |     | Чемпіонат світу |
| Ханти-Мансійськ  | 18—22 березня           | ●      | ●       | ●         |              |          |                  |     | детальніше      |
| Загалом          | Загалом                 | 10     | 7       | 5         | 3            | 6        | 3                | 1   |                 |

## Медальний залік
| Місце  | Країна    | Золото | Срібло | Бронза | Загалом |
| ------ | --------- | ------ | ------ | ------ | ------- |
| 1      | Німеччина | 11     | 16     | 8      | 35      |
| 2      | Франція   | 11     | 8      | 10     | 29      |
| 3      | Норвегія  | 10     | 6      | 11     | 27      |
| 4      | Білорусь  | 9      | 4      | 3      | 16      |
| 5      | Росія     | 7      | 10     | 6      | 23      |
| 6      | Чехія     | 6      | 8      | 7      | 21      |
| 7      | Фінляндія | 6      | 4      | 3      | 13      |
| 8      | Словенія  | 4      |        | 3      | 7       |
| 9      | Україна   | 1      | 2      | 8      | 11      |
| 10     | Канада    | 1      | 1      |        | 2       |
| 11     | Італія    |        | 4      | 4      | 8       |
| 12     | Австрія   |        | 2      | 2      | 4       |
| 13     | Польща    |        | 1      | 1      | 2       |
| Всього | Всього    | 63     | 63     | 63     | 189     |

## Таблиці

### Загальний залік. Чоловіки
| Місце | Біатлоніст          | Очки |
| ----- | ------------------- | ---- |
|       | Мартен Фуркад (FRA) | 1042 |
| 2     | Антон Шипулін (RUS) | 978  |
| 3     | Яков Фак (SLO)      | 883  |

### Спринт. Чоловіки
| Медаль | Біатлоніст          | Очки |
| ------ | ------------------- | ---- |
|        | Мартен Фуркад (FRA) | 416  |
| 2      | Антон Шипулін (RUS) | 370  |
| 3      | Сімон Шемпп (GER)   | 354  |

### Переслідування. Чоловіки
| Місце | Біатлоніст    | Очки |
| ----- | ------------- | ---- |
| 1.    | Мартен Фуркад | 335  |
| 2.    | Антон Шипулін | 305  |
| 3.    | Яков Фак      | 282  |

### Мас-старт. Чоловіки
| Місце | Біатлоніст    | Очки |
| ----- | ------------- | ---- |
| 1.    | Антон Шипулін | 242  |
| 2.    | Яков Фак      | 204  |
| 3.    | Мартен Фуркад | 186  |

### Індивідуальна гонка
| Місце | Біатлоніст           | Очки |
| ----- | -------------------- | ---- |
| 1.    | Сергій Семенов       | 142  |
| 2.    | Мартен Фуркад        | 120  |
| 3.    | Еміль Хегле Свендсен | 114  |

### Естафета. Чоловіки
| Місце | Країна    | Очки |
| ----- | --------- | ---- |
| 1.    | Росія     | 311  |
| 2.    | Норвегія  | 308  |
| 3.    | Німеччина | 305  |

## Таблиці. Жінки

### Загальний залік. Жінки
| Місце | Біатлоністка     | Очки |
| ----- | ---------------- | ---- |
| 1.    | Дарія Домрачева  | 1092 |
| 2.    | Кайса Мякяряйнен | 1044 |
| 3.    | Валя Семеренко   | 865  |

### Спринт. Жінки
| Місце | Біатлоністка     | Очки |
| ----- | ---------------- | ---- |
| 1.    | Дарія Домрачева  | 416  |
| 2.    | Кайса Мякяряйнен | 364  |
| 3.    | Вероніка Віткова | 347  |

### Переслідування. Жінки
| Місце | Біатлоністка     | Очки |
| ----- | ---------------- | ---- |
| 1.    | Кайса Мякяряйнен | 348  |
| 2.    | Дарія Домрачева  | 347  |
| 3.    | Валя Семеренко   | 255  |

### Мас-старт. Жінки
| Місце | Біатлоністка    | Очки |
| ----- | --------------- | ---- |
| 1.    | Франциска Пройс | 218  |
| 2.    | Валя Семеренко  | 210  |
| 3.    | Дарія Домрачова | 206  |

### Індивідуальна гонка. Жінки
| Місце | Біатлоністка     | Очки |
| ----- | ---------------- | ---- |
| 1.    | Кайса Мякяряйнен | 162  |
| 2.    | Дарія Домрачева  | 139  |
| 3.    | Вероніка Віткова | 122  |

### Естафета
| Місце | Країна    | Очки |
| ----- | --------- | ---- |
| 1.    | Чехія     | 316  |
| 2.    | Німеччина | 302  |
| 3.    | Франція   | 266  |

## Змішана естафета
| Місце | Країна   | Очки |
| ----- | -------- | ---- |
| 1.    | Норвегія | 216  |
| 2.    | Франція  | 194  |
| 3.    | Чехія    | 174  |

## Кубок націй
| Місце | Країна    | Очки   |
| ----- | --------- | ------ |
| 1     | Норвегія  | 8096.5 |
| 2     | Німеччина | 8001.5 |
| 3     | Франція   | 7812.5 |
| 4     | Росія     | 7800.0 |
| 5     | Чехія     | 6755.5 |
| 6     | Австрія   | 6750.0 |
| 7     | Україна   | 6216.0 |
| 8     | Швейцарія | 5642.5 |
| 9     | Канада    | 5609.0 |
| 10    | Словенія  | 5581.5 |

| Місце | Країна    | Очки   |
| ----- | --------- | ------ |
| 1     | Німеччина | 7853.5 |
| 2     | Чехія     | 7646.5 |
| 3     | Франція   | 7400.5 |
| 4     | Білорусь  | 7266.5 |
| 5     | Україна   | 7074.0 |
| 6     | Росія     | 7001.0 |
| 7     | Норвегія  | 6942.5 |
| 8     | Італія    | 6818.0 |
| 9     | Польща    | 6013.5 |
| 10    | Австрія   | 5259.0 |

## Досягнення
Перша перемога на етапах Кубка світу
- Тіріл Екгофф (NOR), в її 4-у сезоні — на 1-у етапі Кубка світу в спринті в Естерсунді
- Вероніка Віткова (CZE), в її 9-у сезоні — на 4-у етапі Кубка світу в спринті в Обергофі
- Фанні Горн (NOR), в її 6-у сезоні — на 5-у етапі Кубка світу в спринті в Рупольдингу, це також був і її перший подіум
- Лаура Дальмаєр (GER), в її 3-у сезоні — на 7-у етапі Кубка світу в спринті в Новом Место

Перший подіум на етапах Кубка світу
- Карін Обергофер (ITA), 2 місце в її 6-у сезоні — на 2-у етапі Кубка світу в спринті в Гохфільцені
- Ніколь Гонтьє (ITA), 3 місце в її 4-у сезоні — на 4-у етапі Кубка світу в спринті в Обергофі
- Франциска Пройс (GER), 2 місце в її 2-у сезоні — на 5-у етапі Кубка світу в мас-старті в Рупольдингу
- Кентен Фійон-Майє (FRA), 2 місце в його 2-у сезоні — на 5-у етапі Кубка світу в мас-старті в Рупольдингу
- Лаура Дальмаєр (GER), 3 місце в її 3-у сезоні — на 6-у етапі Кубка світу в спринті в Антхольці

Перемоги в поточному сезоні (в дужках перемоги за весь час)
- Дарія Домрачова (BLR), 8 (27)
- Мартен Фуркад (FRA), 5 (36)
- Кайса Мякяряйнен (FIN), 4 (12)
- Сімон Шемпп (GER), 3 (5)
- Еміль Хегле Свендсен (NOR), 2 (38)
- Антон Шипулін (RUS), 2 (7)
- Йоганнес Бо (NOR), 2 (7)
- Габріела Соукалова (CZE), 1 (8)
- Тіріл Екгофф (NOR), 1 (1)
- Вероніка Віткова (CZE), 1 (1)
- Фанні Горн (NOR), 1 (1)
- Лаура Дальмаєр (GER), 1 (1)

## Завершення виступів
| Чоловіки - Алексі Беф (FRA) - Сергій Седнєв (UKR) | Жінки |